# L'aratro e le stelle (opera teatrale)
L'aratro e le stelle (The Plough and the Stars) è un'opera teatrale del drammaturgo irlandese Sean O'Casey, esordita all'Abbey Theatre di Dublino nel 1926, quando la città era la capitale dello Stato Libero d'Irlanda. Del dramma è stata realizzata anche una trasposizione cinematografica, L'aratro e le stelle con la regia di John Ford (1936).

## Trama

### Atto I
Novembre 1915. Nelle sovraffollate case popolari di Dublino si distinguono alcuni personaggi: la pettegola e cattolica donna delle pulizie Mrs Gogan, il sindacalista e falegname Fluther Good, l'ardente comunista Covey e suoi zii Jack  (ex membro dell'Irsh Citizen Army di James Connolly) e Nora Clitheroe. Un giorno il capitano Brennan bussa alla porta dei Clitheroe e chiede di vedere il comandante Clitheroe, un appellativo che sorprende Jack, che non sapeva di essere stato promosso. Nora vorrebbe che il marito non incontrasse il capitano, ma Jack la ignora ed incontra Brennan, un macellaio e membro come lui dell'irish Citizen Army. Il capitano consegna a Jack i suoi ordini, che gli impongono di radunare il suo battaglione per unirsi al generale James Connolly. Jack chiede come mai non era stato informato della promozione e il capitano risponde che aveva consegnato la lettera con l'annuncio a Nora. Per proteggere il marito, Nora aveva bruciato la lettera, ma ora che la verità è emersa la lite con Jack è inevitabile.

### Atto II
All'interno di pub gli avventori ascoltano un leader politico parlare al rally politico che si sta tenendo al di fuori del locale. Rosie Redmond, una prostituta, si lamenta con il padrone che l'incontro politico le rovina gli affari, dato che alcuni dei suoi clienti - tra cui Peter Flynn, Fluther Good e Covey - entrano solo per bere qualcosa prima di uscire nuovamente ad ascoltare l'oratore, che cita ampiamente le opere di Patrick Pearse. Bessie Burgess e Mrs Gogan entrano nel pub e cominciano a litigare, costringendo il proprietario a buttarle fuori. Dopo che le donne se ne sono andate, Covey insulta Rosie, scatenando una nuova rissa con Fluther. Jack, il tenente Langon ed il capitano Brennan entrano nel bar in uniforme, con il tricolore irlandese e la bandiera dell'Irish Citizen Army (che presenta un aratro circondato da stelle). I tre militari sono stati profondamente toccati dal discorso e sono disposti a fronteggiare la prigionia e persino la morte per l'Irlanda. Dopo un'ultima bevuta, i tre escono per unirsi ai rispettivi reggimenti.

### Atto III
Aprile 1916. Il lunedì dell'Angelo in cui è scoppiata la Rivolta di Pasqua, Peter, la signora Gogan e Covey discutono degli scontri in atto e il giovane informa gli altri che Patrick Pearse era uscito dall'ufficio postale con i suoi uomini e aveva letto la Proclamazione d'indipendenza irlandese. Nonostante Bessie parteggi per gli inglesi e si auspichi la morte dei rivoltosi, viene ignorata dagli altri. Nora e Fluther irrompono nella stanza in cerca di Jack, che non sono riusciti a trovare da nessuna parte. Mentre Mrs Gogan veste Nora, che è incinta, Bessie esce in cerca di pane, ma torna subito con l'annuncio che la città è nel caos e che le case dei cittadini stanno venendo razziate. Un'elegante signora di mezz'età entra nel locale e chiede se qualche uomo potrebbe scortarla in sicurezza a casa, dato che i mezzi di trasporto non passano a causa della rivolta. Ma tutti gli uomini rifiutano, preferendo unirsi alle razzie. Brennan e Jack tornano con un ferito giusto in tempo per sedare una lite tra Bessie e Mrs Gogan; Nora supplica il marito di non tornare a combattere, ma l'uomo la spinge rabbiosamente prima di tornare per le strade. A Nora si rompono le acque.

### Atto IV
Mentre la rivolta impazza una ragazza del luogo, Mollser, muore di tubercolosi e Nora partorisce un bambino nato morto. Delirante per la febbre, Nora immagina di passeggiare nei boschi con Jack ma la sua fantasia è interrotta dall'arrivo di Brennan, che porta l'annuncio che il marito è stato ucciso per strada da un colpo di pistola. Due soldati inglesi irrompono nella stanza e arrestano tutti gli uomini presenti, accusati di sostenere i rivoltosi. Rimasta sola con Bessie, Nora si affaccia alla finestra e chiama a gran voce il marito. Bessie la allontana dalla finestra per far sì che non corra pericoli, ma nel farlo viene scambiata per un cecchino e le sparano alle spalle.

## Il debutto dell'opera
Quando O'Casey presentò il testo dell'opera all'Abbey Theatre il comitato direttivo mosse delle obiezioni per il linguaggio volgare e blasfemo di alcuni personaggi, oltre che per la presenza di una prostituta tra i personaggi principali. O'Cassey accettò di portare alcune modifiche linguistiche e di tagliare la canzone del secondo atto di Bessie - ritenuta particolarmente scandalosa - dato che il comitato direttivo sosteneva che in quanto l'Abbey Theatre ricevesse fondi dallo Stato il teatro avrebbe dovuto portare in scena solo opere che riflettano la morale statale. Importante voci si levarono a sostegno di O'Casey, tra cui Lady Gregory e Yates, che affermarono che la libertà d'espressione fosse più importanti dei fondi statali e che apportare modifiche all'opera di O'Casey per un qualunque motivo che non fosse di natura artistica avrebbe negato la gloriosa tradizione teatrale dell'Irlanda.
Dopo il successo della prima, andata in scena l'8 febbraio 1926, alcuni problemi con il pubblico si riscontrarono già il giorno successivo in occasione della seconda rappresentazione, durante la quale Sighle Humphreys, membro di spicco del Cumann na mBan, fischiò durante il secondo atto. La raplica dell'11 febbraio vide nel pubblico una massiccia presenza di membri del Cumman na mBan e del Sinn Fein, tra cui numerose vedove di rivoluzionari uccisi durante la rivolta di Pasqua. Il secondo atto fu ritenuto, che rappresentava gli eroi dell'indipendenza irlandese intrattenersi con delle prostitute, scatenò l'oltraggio dei presenti, che accusarono O'Casey di aver oltraggiato la memoria dei caduti per l'Irlanda. In un tentativo di finire coinvolti in una rissa gli attori invitarono il pubblico a notare la differenza tra il codice morale del cast e quello dei personaggi rappresentati, solo per sentirsi rispondere che loro si guadagnavano il pane insultando l'Irlanda. La serata terminò in una rivolta del pubblico, come quella che aveva accolta la messa in scena di The Playboy of the Western World quindici anni prima. Yates, presente in sala, chiese al pubblico se avessero intenzione di continuare a regire così per  "celebrare il genio irlandese" che vedeva rappresentato sulla scena.